# 内存映射
在计算机科学中，記憶體映射（英語：memory map）是一种数据结构（通常驻留在内存本身中），它指示内存的布局方式。 术语“記憶體映射”在不同的上下文中可以具有不同的含义。
- 它是使用关联記憶體的最快，最灵活的缓存组织。 关联存储器存储该存储字的地址和内容。
- 在引导过程中，会从固件传递記憶體映射，以指示操作系统内核有关内存布局的信息。 它包含有关总内存大小，任何保留区域的信息，还可以提供特定于体系结构的其他详细信息。
- 在虚拟内存实现和内存管理单元中，内存映射是指页面表，这些页面表存储特定进程的虚拟記憶體布局与该空间与物理内存地址的关系之间的映射。
- 在本机调试程序中，記憶體映射是指已加载的可执行（或）库文件与記憶體区域之间的映射。 这些内存映射用于将内存地址（例如函数指针）解析为实际符号。